# 仁同張氏
仁同张氏（韓語：인동 장씨）又称仁东张氏，是韓國的張姓本貫，源于新羅景德王设置的仁同郡（今屬於庆尚北道龟尾市）。
韩国历史上最早的张氏是张源及其子张贞弼父子，以安东为本贯。现在韩国张氏各派的家谱已经合谱，把张贞弼作为韩国张氏的都始祖即总始祖。
仁同张氏始祖为张金用，王氏高丽的开国功臣，封三重大匡神虎衛上將軍。其后著名人物有朝鲜肃宗时的张禧嫔，燕山君时期的领议政张顺孙，朝鲜仁祖时的儒学家张显光，韩国前总理张勉、张泽相，前情報部門首長张世东等。
在韩国的张姓约十三万户中，仁同张氏就占十万多户，约占80%。首尔有一个以仁同张氏为主要成员的“全国张氏大宗会”，其团体功能是以修筑始祖张贞弼的墓地和庙堂为主，谋求全国张氏亲睦，获得政治意义上的团结一致。

## 历史名人
- 始祖张金用，三重大匡神虎衛上將軍
- 張善 金用后，金吾衛上將
- 張安世 金用后，號松隱，官德寧府尹，治萬歲橋，高麗亡，李太祖手書屢徵不起，謚忠貞，有遺事享表節祠及杜門書院
- 張仲陽 安世子，官府使，李太祖除左尹，不就，臨死遺命以前朝官書墓道，有詩曰：院宇雖非松壤日，江山惟是馬韓天。
- 張信元 金用后，文內史令
- 張均 金用后，文通政
- 張順孫 金用后，號悟齋，中廟文領相，寬厚威德，博達學識，謚文肅。
- 張脩 仲陽子，擧遺逸以親命出仕，拜掌令，正直不撓，有古諍臣風言事不合退，終于家，有仁風樓詩。
- 張顯光 脩后，號旅軒，天資純粹，道德文章爲世所宗，仁廟屢徵至右參贊，贈領相，謚文康，著性理說及易學圖說，有文集
- 張應一 顯光子，號聽天堂，仁廟文三司，玉堂姜嬪賜死，獨啓伸救，忤旨罷歸，街童走卒有青天白日張獻納之謠，孝廟疏覈宋時烈黨同伐異，補黃澗不赴，除提學，贈吏判，謚文穆，有文集及趨庭錄。
- 張慶遇 乃範子，號晩悔堂，仁廟中司馬，孝廟薦英陵郞，不就，遊張顯光門得淵源嫡傳，丁卯倡義旅愚伏鄭經世啓聞，著法天說，設鄉約，有善惡籍序。
- 張澩 慶遇子，號南坡，仁廟中司馬，孝廟薦除昌陵郞，遊張顯光門文學夙著師門，臨終執手訣以敦臨夬夬之語，著六若說敬義箴木鍾等篇，有文集。